# فندق فرونكتو

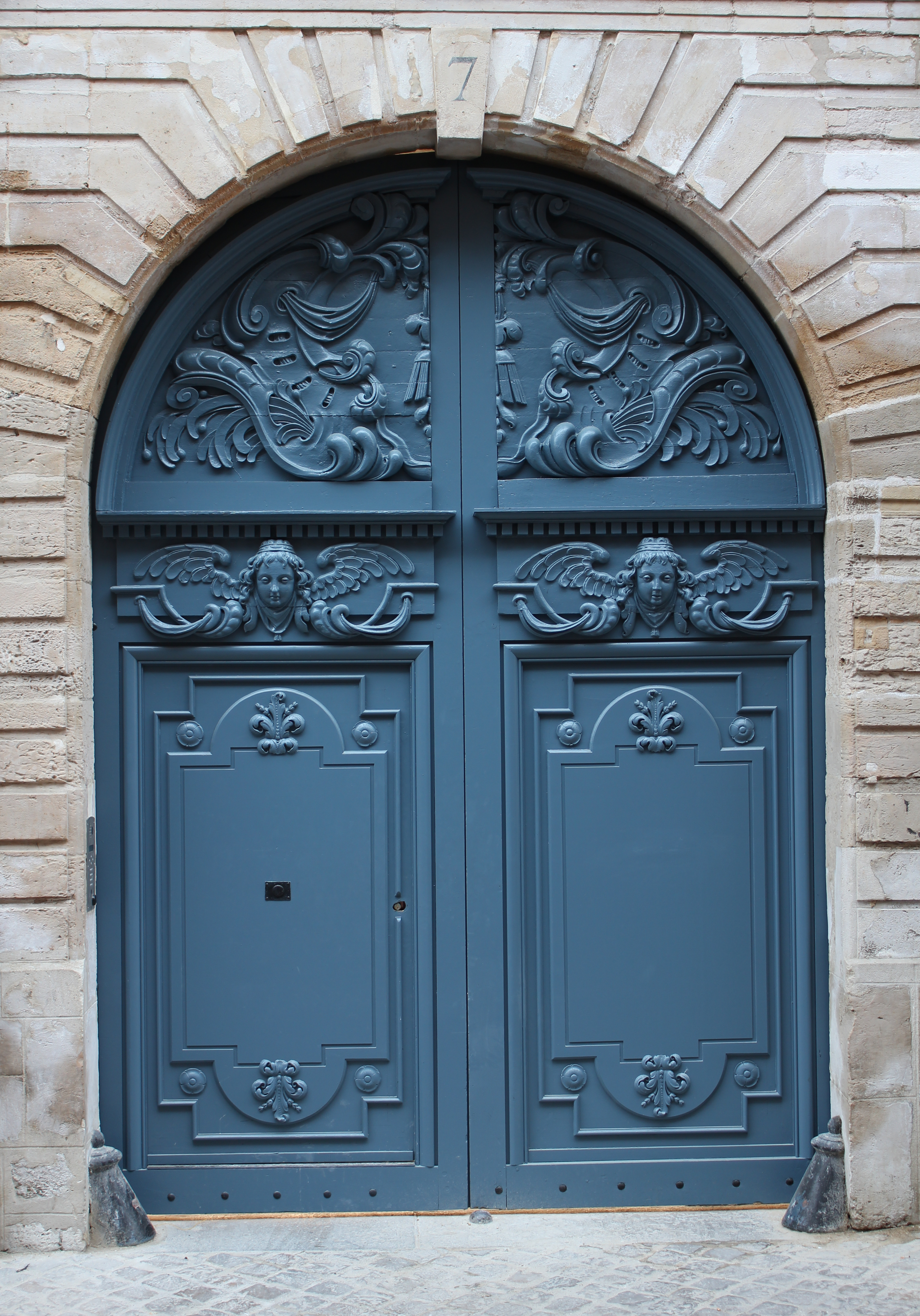
باب الفندق

فندق فرونكتو هو فندق خاص يقع في روان, فرنسا.

## الموقع
الفندق يقع في القسم الفرنسي من السين البحرية في مدينة روان